# San Giorgio e il drago

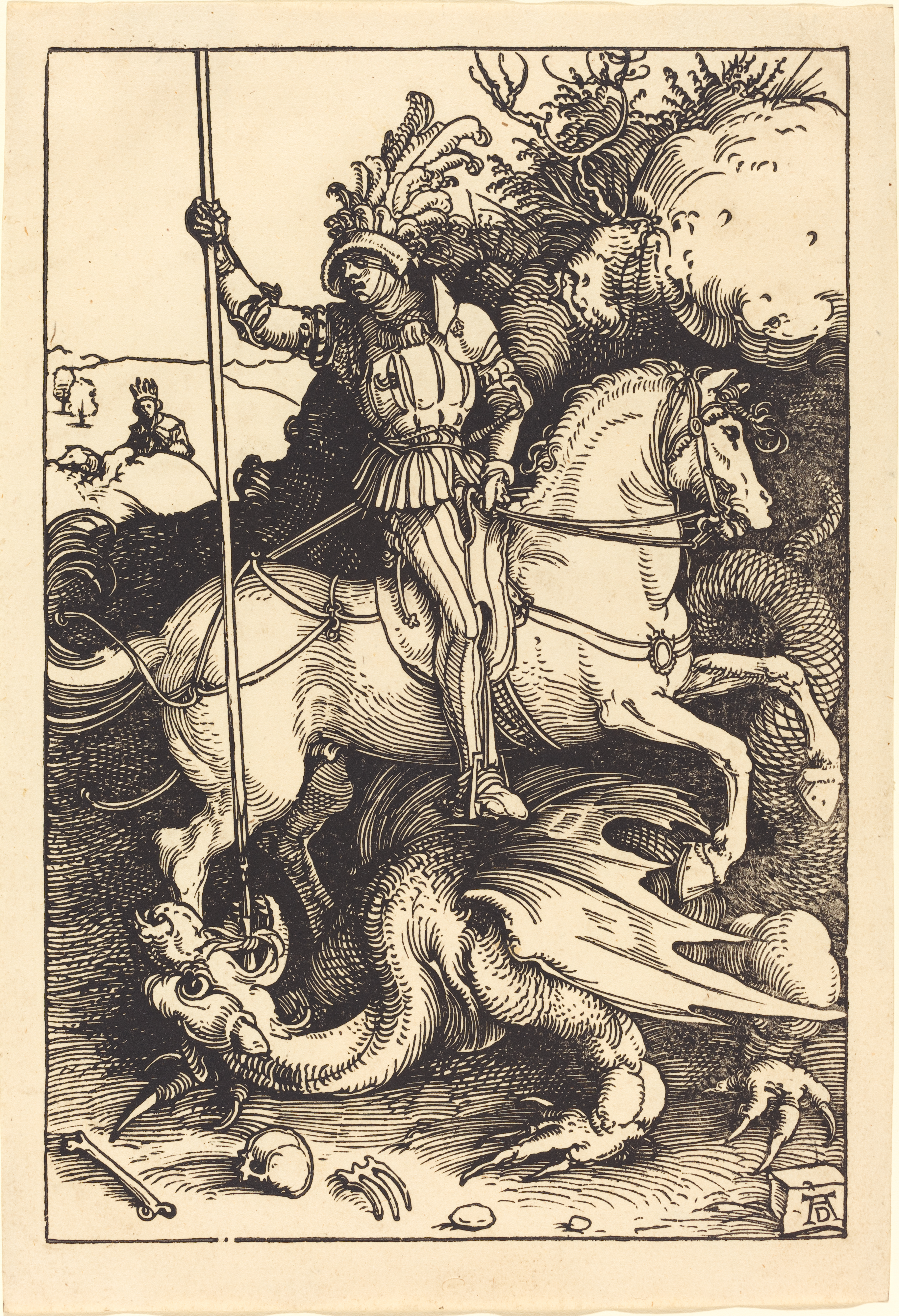
San Giorgio uccide il drago (ca. 1501/1504) di Albrecht Dürer

Quella di san Giorgio e il drago è una leggenda medievale.

## Trama
Stando alle prime fonti che la descrivono, ovvero quelle del XI e XII secolo, la vicenda si svolge in Cappadocia. Nella Legenda Aurea del XIII secolo, la trama è invece ambientata in Libia.
Un drago estorceva dei tributi agli abitanti di un villaggio. Quando finirono il bestiame e le altre risorse da dare al mostro, essi iniziarono a dare in sacrificio uno di loro una volta all'anno. Ciò continuò fino a quando non venne scelta come tributo sacrificale una principessa. Onde evitare che ciò accadesse, il santo combatté il drago e lo sconfisse, liberando così la principessa.

## Storia del mito
La leggenda getta le sue radici in epoca paleocristiana (Giasone e Medea, Perseo e Andromeda, Tifone, ecc.) e ne esistono delle varianti più antiche che attribuiscono le gesta dell'eroe protagonista ad altri santi. Infatti, nei secoli IX e X, il mito era dedicato a San Teodoro Tiro; successivamente, nel XI secolo, si diffuse la più nota versione in cui a sconfiggere il drago è san Giorgio. La più antica testimonianza conosciuta di san Giorgio che uccide un drago si trova in un testo georgiano dell'XI secolo.
Nel XII secolo la leggenda e l'iconografia raggiunsero la tradizione cristiana occidentale attraverso le crociate e si diffusero rapidamente nell'ambito culturale bizantino. I cavalieri della prima crociata credevano che san Giorgio e i santi guerrieri Demetrio, Maurizio, Teodoro e Mercurio avessero combattuto al loro fianco ad Antiochia e Gerusalemme. La leggenda si diffuse nella tradizione cristiana occidentale sulla base delle sue versioni latine dello Speculum historiale e nella Legenda aurea.
Divenne anche uno dei più ricorrenti soggetti letterari e pittorico nel tardo Medioevo e nel Rinascimento, nonché parte integrante delle tradizioni cristiane relative a san Giorgio, tanto nella tradizione orientale che in quella occidentale.

## Nella simbologia
La leggenda di san Giorgio ha una valenza simbolica. Il santo e il suo cavallo rappresentano la santità mentre il drago è simbolo del diavolo. Pertanto, la trama simboleggia la vittoria della santità sulle forze del male.